# (14439) Evermeersch
(14439) Evermeersch est un astéroïde de la ceinture principale.
Il a été nommé en l'honneur du philosophe et enseignant belge Etienne Vermeersch, qui s'intéressait à la philosophie des sciences, à la philosophie environnementale et à l'éthique.

## Description
(14439) Evermeersch est un astéroïde de la ceinture principale. Il fut découvert le 2 septembre 1992 à l'Observatoire de La Silla par Eric Walter Elst. Il présente une orbite caractérisée par un demi-grand axe de 2,93 UA, une excentricité de 0,09 et une inclinaison de 1,2° par rapport à l'écliptique.

## Compléments